# Abbazia di Jumièges
L'abbazia di San Pietro o di Jumièges, fu fondata da san Filiberto, figlio del conte franco di Vasconia, verso il 654 a Jumièges (Senna Marittima).

## Storia
Il 24 maggio 841, il monastero carolingio venne incendiato una prima volta dai vichinghi, che ritornarono in un secondo momento per saccheggiarlo. Davanti alla minaccia scandinava, i monaci presero le reliquie e i manoscritti più preziosi e, riprendendo l'esclamazione già usata a Lindisfarne A furore Normannorum libera nos Domine! ("Dal furore dei Normanni, liberaci Signore!") abbandonarono l'abbazia intorno all'850. La maggior parte si rifugiarono al priorato di Haspres, vicino a Cambrai.
Per richiesta di Guglielmo I di Normandia, detto "Lunga-spada", l'abbazia venne ristabilita dai monaci dell'abbazia di San Cipriano di Poitiers: verso il 934, le costruzioni vennero nuovamente restaurate per accogliere dodici religiosi.
L'abate Robert de Jumièges, detto "Champart", fece ricostruire il monastero (1040–1052). Il 1º luglio 1067, l'arcivescovo di Rouen, san Maurilio, consacrò solennemente la grande chiesa abbaziale di Notre Dame de Jumièges, in presenza del duca di Normandia, Guglielmo il Conquistatore e di numerosi prelati, tra cui tutti i vescovi della Normandia.
Qualche tempo dopo l'integrazione della Normandia nei territori reali, il coro romanico della grande chiesa abbaziale fu ricostruito in stile gotico (verso il 1267-1278). Le modifiche non consistettero nella creazione di un deambulatorio, come a lungo si era ritenuto, poiché gli scavi effettuati da Georges Lanfry hanno dimostrato che il coro romanico ne era già fornito. La trasformazione fu invece la costruzione delle cappelle radiali, con l'obiettivo di portare la luce nell'edificio scuro, considerato obsoleto. La comunità si poté permettere tali spese perché viveva allora un periodo di grande prosperità. Fu inoltre nel XIII secolo che la comunità conobbe un dinamismo senza precedenti, soprattutto nell'attività dello scriptorium. In effetti, quasi la metà dei 400 manoscritti di cui dispone la biblioteca risalgono a questo periodo.

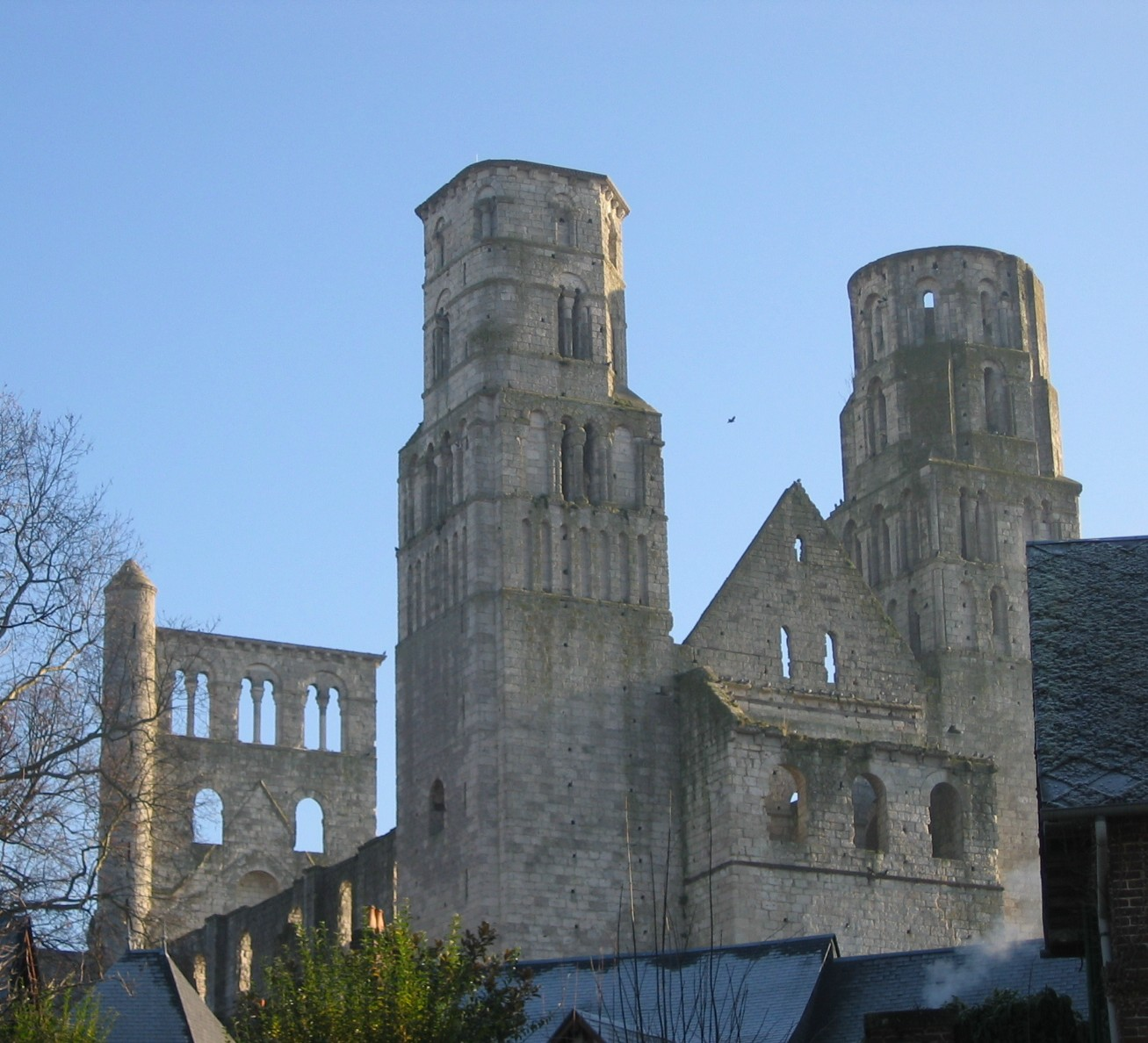

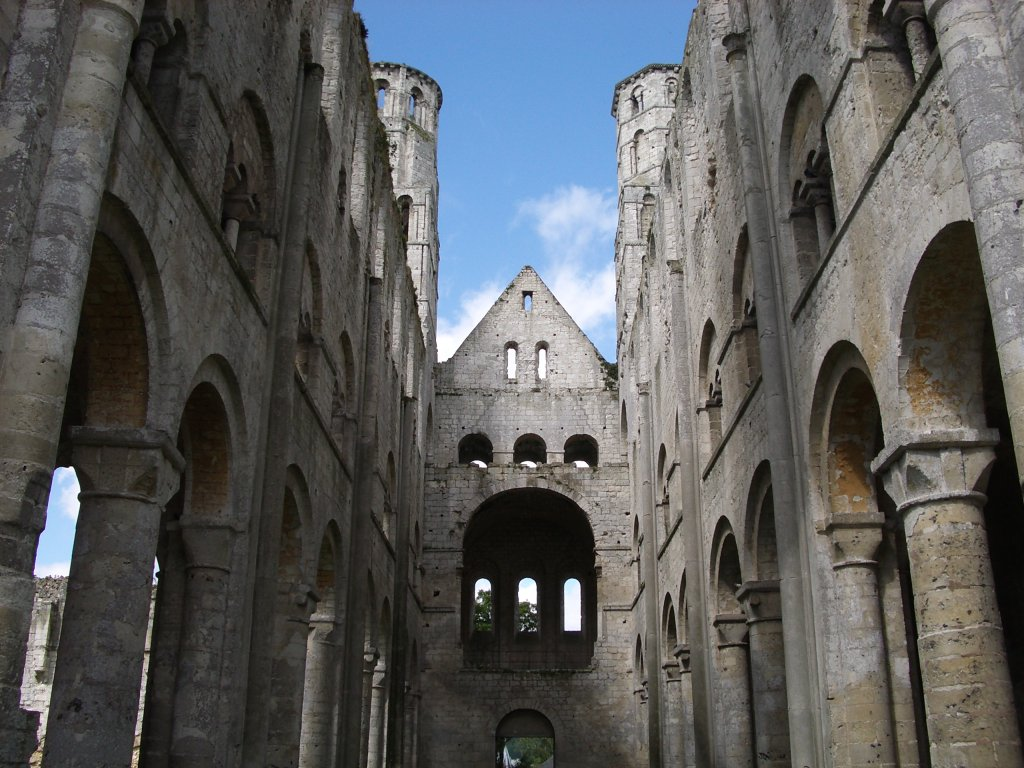
Veduta dell'interno della chiesa.

Nel 1431, l'abbate di Jumièges, Nicolas Le Roux, di cui venivano lodate la pietà, la regolarità e la devozione agli interessi del suo monastero, prese parte attiva al processo contro Giovanna d'Arco. La sua opinione sulla colpevolezza della pulzella tradì le ansie della sua coscienza. Il effetti, disse che la causa era troppo ardua: in tam arduo negotio, e non si schierò in favore per paura del potere inglese e, bisogna dire, anche dei dottori di Parigi, dei quali doveva seguire i consigli.
Durante le guerre di religione, l'abbazia venne di nuovo saccheggiata. Gli Ugonotti, che devastarono Rouen, Dieppe, Le Havre, Caudebec arrivarono alle porte di Jumièges. I religiosi, avendo appreso del saccheggio di Caudebac, lasciarono tutti l'abbazia. L'8 maggio 1562, I Protestanti partirono da Caudebac per Jumièges, dove trovarono il monastero deserto. Gli altari furono rovesciati, i vasi sacri rubati, le immagini rovinate, le sante reliquie gettate nel fuoco. Reliquiari, ornamenti, biancheria, argenteria, mobili, tutto fu distrutto o sequestrato.
Il 28 luglio 1563, il re Carlo IX visitò Jumièges e constatò con i suoi occhi la portata del disastro. Permise di conseguenza ai religiosi di vendere alcuni terreni per provvedere ai bisogni primari. Fu dunque alienata la signoria di Norville, ceduta a Carlo II di Cossé, conte di Brissac, signore d'Ételan, per 10 220 livre. Diciassette religiosi ritornarono a Jumièges e rimisero un po' d'ordine nell'abbazia devastata.
Durante la Rivoluzione, in quanto bene religioso, l'abbazia venne venduta come bene nazionale. Nel 1795, il suo primo acquirente, Pierre Lescuyer, destinatario dei beni nazionali, intraprese immediatamente la demolizione del chiostro del XVI secolo e del dormitorio del XVIII secolo Nel 1802, il nuovo proprietario, Jean-Baptiste Lefort, un mercante di legno di Canteleu, fece esplodere il coro. La chiesa conobbe un lento smembramento.
Nicolas Casimir Caumont, nato a Rouen il 19 gennaio 1781, che sposò il 28 ottobre 1816 Sophie Adèle Lefort, figlia di Jean-Baptiste, abitò l'abbazia di Jumièges, di cui fu il proprietario alla morte di sua moglie, e la salvò da una distruzione certa. Sindaco di Jumièges il 14 ottobre 1830, antico presidente della camera del commercio di Rouen dal 1834 al 1837 e del tribunale del commercio, presidente del consiglio d'amministrazione della banca di Rouen, viceconsole del Brasile e del Portogallo, antico consigliere municipale di Rouen, mise tutta la sua energia per salvare il monumento e aggiungergli valore. Nicolas Casimir morì a Jumièges il 18 aprile 1852, e fu inumato l'indomani. La famiglia Caumont mise allora in vendita l'edificio.
La famiglia Lepel-Cointet ricomprò l'abbazia nel 1852 e cominciò a salvarla. Con la tendenza romantica, la chiesa ebbe vasta fama grazie a Victor Hugo, che disse la definì «ancora più bella di Tournus», e allo storico Robert de Lasterye, che la qualificò come «una delle più belle rovine che ci siano in Francia ».
L'abbazia di Jumièges divenne proprietà dello Stato nel 1947, e passò quindi in possesso del dipartimento della Senna Marittima nel 2007.

## Descrizione
Nell'XI secolo in Normandia si trovava un complesso di monumenti religiosi fra i più qualificati e rappresentativi del romanico. Oltre l'abbaziale di Bernay, ritroviamo anche quella di Notre-Dame de Jumièges, rifondata nel 1037 e consacrata nel 1067.
In essa risulta definito il sistema architettonico normanno della navata regolante la partitura generale dell'interno, sviluppato su tre piani. Nella parte inferiore reca la doppia cadenza dovuta all'accoppiamento di due archi intervallati da una colonna ed inquadrati da due pilastri con semicolonne addossate che salgono fino al tetto. Al di sopra trova posto la galleria (o matroneo) segnata da trifore aperte sulla navata e sormontate da finestre corrispondenti. 
La costruzione era lunga 88 m ed alta 25 m.
Venne alterata in età gotica con la costruzione di un grande coro con deambulatorio. L'influenza della cultura germanica e dell'arte ottoniana si mostra nella copertura a tetto e nella presenza delle due torri che affiancano la facciata occidentale (facciata armonica normanna o westwerk) e di una grande loggia rivolta verso l'interno, con la gigantesca torre-lanterna. Dopo la costruzione di Jumièges, la compiuta definizione del sistema architettonico della navata, fissato in un'immagine stabile ed esemplare, è poi servita da spunto per la costruzione dell'abbaziale di Mont-Saint-Michel, mediante una serrata concatenazione di tutti gli elementi architettonici costitutivi.

## Elenco degli abati
- 654-682: san Filiberto, fondatore dell'abbazia e primo abate;
- 682-687: Sant'Aicardo;
- 687-724: Cochin;
- 724–730: sant'Ugo di Champagne, vescovo di Parigi e di Bayeux; 720–730, abbazia di Saint Wandrille
- 730-v.750: Hildegard;
- v. 750-v. 787: Droctegand;
- v. 787-v. 814: Landric;
- v. 814-v. 820: Adam;
- v. 820-XXXX: Hélisacar;
- XXXX-XXXX: Angilbert;
- XXXX-XXXX: Angésise;
- v. 830-v. 833: Foulques;
- Abati mancanti
- 930-943: Martin;
- Abati mancanti
- 1015-1037Guglielmo da Volpiano
- Abati mancanti
- 1037-1045: Robert III detto Champart, in seguito vescovo di Londra e poi arcivescovo di Canterbury
- Abati mancanti
- 1078-1097: Gontard;
- Abati mancanti
- 1247-1248: Guglielmo V, detto de Fors;
- 1248-1258: Roberto V, detto d'Etelan;
- Abati mancanti
- 1391-1418: Simon du Bosc;
- 1418-1432: Nicolas Le Roux;
- 1432-1464: Jean V detto de la Chaussée;
- 1464-1473: Antoine Crespin;
- 1473-1474: Louis d'Amboise;
- 1474-1504: Jacques d'Amboise;
- 1504-1510: François de Clermont;
- 1510-1518: Philippe de Luxembourg;
- 1518-1525: Jean Durand;
- 1539-1549: Ippolito d'Este
- 1549-1574: Gabriel Le Veneur;
- 1574-1590: Carlo di Borbone-Vendôme;
- 1590-1594: Carlo II di Borbone-Vendôme;
- 1594-1607: René de Courtenay;
- 1607-1614: Marian de Martinbos;
- 1614-1635: Baltasar Poitevin;
- 1635-1639: Jean-Baptiste de Croisilles;
- 1639-1641: Guillaume de Montaigu;
- 1641-1644: Pierre-Armand du Cambout de Coislin
- 1644-1648: François de Harlay de Champvallon (1586-1653)
- 1648-1695: François de Harlay de Champvallon
- Abati mancanti
- 1719-1760: Claude de Saint-Simon;
- 1760-1788: François-Camille de Lorraine;
- 1788-XXXX: Pierre-François-Martial de Loménie (ultimo abate).

## Citazioni letterarie
Nel suo noto romanzo, raccolta di racconti, in edizione integrale, Le avventure di Arsenio Lupin, lo scrittore francese  Maurice Leblanc cita l'Abbazia di Jumièges e l'  Abbazia di Saint-Wandrille de Fontenelle, nell'introduzione al capitolo 2: "Non vi è turista degno di questo nome che non conosca le rive della Senna e che non sia passato dalle rovine di Jumièges".